# 足利市警察
足利市警察（あしかがしけいさつ）は、かつて存在した栃木県足利市の自治体警察である。

## 概要
旧警察法の施行で、従来の栃木県警察部が解体され、1948年（昭和23年）3月7日に足利市警察署が設置された。
その後、1954年（昭和29年）に、旧警察法が全面改正する新警察法が公布された。これにより国家地方警察と自治体警察が廃止され、新たに都道府県警察として栃木県警察が発足。足利市警察も栃木県警察に統合され、姿を消した。